# Beleg van Damietta (1218)
Het Beleg van Damietta was een anderhalf jaar durende belegering van de Egyptische havenstad Damietta door de kruisvaarders van de Vijfde Kruistocht die begon in mei 1218 en leidde tot de inname op 5 november 1219.
In 1218 bedacht koning Jan van Brienne van Jeruzalem een plan om Jeruzalem opnieuw in handen te krijgen. Hij wilde Jeruzalem niet rechtstreeks belegeren, maar in plaats daarvan de Egyptische havens Alexandrië of Damietta innemen, om ze nadien te ruilen tegen Jeruzalem.

## Geschiedenis
Paus Innocentius III riep in 1215 Europa op om Jeruzalem op de moslims te heroveren door een Vijfde Kruistocht. Graaf Willem I van Holland moest als straf voor het aanvallen van Jan zonder Land van de paus ook mee op kruistocht waardoor wellicht ook Haarlemse ridders zich ook bij de vloot voegden. Tijdens de voorbereidingen voor de Vijfde Kruistocht in 1217 werd besloten dat Damietta het centrale punt voor de aanval moest zijn. Beheersing van Damietta betekende controle over de Nijl, en vandaar zou men Egypte kunnen veroveren, dacht men. Vanuit Egypte kon men dan Palestina aanvallen, en Jeruzalem heroveren. Omdat Jeruzalem te zwaar was verdedigd, werd besloten Egypte aan te vallen om zo een goede onderhandelingspositie te krijgen voor de teruggave van Jeruzalem. Damiate was een grote, goed verdedigde stad, het lag in de Nijldelta en was aan de noord-, oost- en westzijde omgeven door water. Aan de zuidzijde was een drievoudige muur gebouwd en zware kettingen blokkeerden de toegang tot de Nijl. Een sterk bastion moest de kettingen beschermen.

### Verdrag met de Seltsjoeken
De kruisvaarders sloten een bondgenootschap met de Seltsjoeken onder Kay Kaus I van het Sultanaat van Rûm in Anatolië. Kay Kaus viel de Ajjoebiden in Syrië aan, zodat de kruisvaarders niet op twee fronten moesten vechten.

### De vloot
Op 26 mei 1218 begon de belegering bij Damiate door, volgens de kronieken, 85.000 kruisvaarders. Het duurde 16 maanden en 22 dagen totdat het zwaar verdedigde bastion was gevallen.
De ridders belegerden Damietta met behulp van de Friese vloot en een vloot van de Republiek Genua onder admiraal Simone Doria en diens zoon Pietro Doria. Een van kapiteins van de galeien was de piraat Alamanno da Costa. Na versterking stonden er 35.000 kruisvaarders tegenover 70.000 Ajjoebiden.

### De landing
De Frankische vloot landde voor Damietta op 29 mei 1218. Op 24 augustus 1218 brak hij door naar de Nijl. Malik al-Adil stierf op 31 augustus en de twee oudste van zijn vijftien zonen volgden hem op: Al-Kamil in Egypte en Malik al-Mu'azzam Musa in Syrië.

### Pelagius van Albano
Paus Honorius III vertrouwde aan Pelagius van Albano de religieuze leiding over de Vijfde Kruistocht toe. Pelagius van Albano kwam aan bij Damietta eind september 1218, nadat de kruisvaarders de vuurtoren aan de toegang tot de Nijl hadden ingenomen. Hij nam meteen de leiding, wat een conflict veroorzaakte met Jan van Brienne. Jan van Brienne kreeg steun van de plaatselijke baronnen en van de Franse kruisvaarders.

### Vredesvoorstellen
Sultan Al-Kamil van de Ajjoebiden van Egypte zat in een lastig parket. Een van zijn vazallen, verbonden met een van zijn broers, wilde van kamp wisselen en stelde voor om gebied in Jeruzalem aan de Franken te geven als ze uit Egypte zouden vertrekken.
Pelagius van Albano wees die vredesvoorstellen van de hand.

### Inname
Het garnizoen van Damietta was verzwakt door honger en de pest en kon de aanvallen slecht afweren. De ridders van de Orde van Sint-Jan namen de stad in op 5 november 1219.

### Interne strijd
Meteen brak een strijd los over de controle over de stad.
Op 21 december 1219 probeerden de Italianen de Fransen uit de stad te verdrijven.
Op 6 januari 1220 probeerden de Fransen de Italianen te verjagen.
Op 2 februari werd een wapenstilstand overeengekomen.
De Italianen wilden er een handelskolonie van maken.
De Fransen wilden Damietta ruilen tegen Jeruzalem.
Jan van Brienne kreeg een wijk van de stad, maar Pelagius van Albano excommuniceerde alle christenen die zich daar vestigden. Jan van Brienne verliet de kruistocht en liet de leiding aan Pelagius van Albano.
Na de verovering van Damiate werd geprobeerd het te ruilen tegen Jeruzalem, maar de onderhandelingen mislukten. Daarop werden Caïro en andere Egyptische steden aangevallen, zonder succes. De aanval op Caïro in 1221 mislukte omdat de sluizen waren opengezet door de Sultan en de kruisridders werden ingesloten door het water. De kruisridders moesten het pas veroverde Damiate opgeven in ruil voor een vrije aftocht.

## Rol van kruisvaarders uit de Lage Landen
Aan het beleg van Damietta namen ook enkele duizenden inwoners van de Lage Landen deel, voornamelijk afkomstig uit het gebied tussen de Maas en de Lauwers. In de stad Haarlem leeft de legende van de Haarlemse verovering van Damiate.